# Onthophagus camiadei
Onthophagus camiadei är en skalbaggsart som beskrevs av Moretto 1999. Onthophagus camiadei ingår i släktet Onthophagus och familjen bladhorningar. Inga underarter finns listade i Catalogue of Life.